# Joseph Kakou Aka
Joseph Kakou Aka (* 17. August 1967 in Assinie) ist ein ivorischer römisch-katholischer Geistlicher und Bischof von Yamoussoukro.

## Leben
Joseph Kakou Aka besuchte das Kleine Seminar in Yopougon. Anschließend studierte Aka Philosophie und Katholische Theologie am regionalen Priesterseminar St. Peter in Cape Coast in Ghana. Daneben erlangte er an der Universität von Ghana in Accra einen Bachelor im Fach Soziologie. Am 23. Juli 1994 empfing er das Sakrament der Priesterweihe für das Bistum Grand-Bassam.
Aka war zunächst als Pfarrvikar und später als Pfarrer der Pfarrei Saint Antoine de Padoue in Moosou tätig. 1999 wurde er für weiterführende Studien an die Université Catholique de l’Afrique de l’Ouest entsandt, an der er 2001 ein Lizenziat im Fach Biblische Theologie erwarb. Nachdem Joseph Kakou Aka von 2001 bis 2002 kurzzeitig als Sekretär ad interim der Bischofskonferenz der Elfenbeinküste gewirkt hatte, setzte er seine Studien am Päpstlichen Bibelinstitut in Rom fort. Diese schloss er 2006 mit einem Lizenziat im Fach Biblische Exegese ab. Anschließend kehrte Aka in seine Heimat zurück und wurde Direktor für das biblische Apostolat. Ab 2012 fungierte er als beigeordneter Sekretär der Regionalen Bischofskonferenz Westafrikas (CERAO/RECOWA) und ab 2018 schließlich als deren Generalsekretär.
Am 28. Dezember 2022 ernannte ihn Papst Franziskus zum Bischof von Yamoussoukro. Der Erzbischof von Kinshasa, Fridolin Ambongo Kardinal Besungu OFMCap, spendete ihm am 18. Februar 2023 in der Basilika Notre-Dame-de-la-Paix in Yamoussoukro die Bischofsweihe; Mitkonsekratoren waren der Erzbischof von Bouaké, Paul-Siméon Ahouanan Djro OFM, und der Bischof von Grand-Bassam, Raymond Ahoua FDP. Die Amtseinführung erfolgte am Folgetag.